# Affaire Axelle Dorier
 (juillet 2025).
Motif : en l'état, simple divers ne répondant pas aux critères d'admissibilité des articles. Il y a également eu discussion sur Discussion:Affaire Axelle Dorier.
- Archive Wikiwix
- Bing
- Cairn
- DuckDuckGo
- E. Universalis
- Gallica
- Google
- G. Books
- G. News
- G. Scholar
- Persée
- Qwant
- (zh) Baidu
- (ru) Yandex
- (wd) trouver des œuvres sur Wikidata

| 1. | Préciser le motif de la pose du bandeau. | Précisez le motif de la pose du bandeau en utilisant la syntaxe suivante : {{admissibilité à vérifier\|date=août 2025\|motif=remplacez ce texte par le motif}}                             |
| 2. | Informer les utilisateurs concernés.     | Pensez à avertir le créateur de l'article, par exemple, en insérant le code ci-dessous sur sa page de discussion : {{subst:avertissement admissibilité à vérifier\|Affaire Axelle Dorier}} |

Le texte peut changer fréquemment, n’est peut-être pas à jour et peut manquer de recul. 
Le titre et la description de l'acte concerné reposent sur la qualification juridique retenue lors de la rédaction de l'article et peuvent évoluer en même temps que celle-ci.
L'affaire Axelle Dorier concerne la mort de celle ci, à 23 ans, dans des conditions atroces, dans la nuit du 18 au 19 juillet 2020, à Lyon. À la suite d'une rixe, s'ensuit alors un accident de la circulation. La victime est traînée par une voiture, à l'avant sous le châssis, sur plus de 800 mètres. Encore vivante et consciente sur une telle distance, ce qui entraîne sa mort. Cet évènement, tragique, ravive une certaine émotion, et une question sociétale de la banalisation de la violence.

## La victime
Née à Écully et originaire de Francheville, Axelle Dorier, 23 ans, est aide-soignante de profession. Elle a deux frères jumeaux, cadets de deux ans.

## Les suspects

### Conducteur du véhicule
Youcef Tebbal, natif du Second arrondissement de Lyon, issu d'une famille algérienne, il passe un CAP d'électricité et enchaîne les petits boulots. Cependant, la mission locale de Meyzieu, qui l'accompagne, note « des absences répétées et un manque de savoir-être ». Jusqu'au moment des faits, son casier est vierge. Ses revenus oscillent entre 2 000 et 4 000 euros mensuels. Il est âgé de 21 ans au moment des faits.

### Passager
Mohamed-Amine Yelloule est âgé de 19 ans au moment du drame. Il est le cousin du conducteur.

## Déroulement de la soirée

### Avant le drame

#### Entourage de la victime
Le soir du 18 juillet 2020, Axelle et ses deux frères cadets, Evan et Théo, jumeaux, fêtent leur anniversaire. Ils sont au parc des Hauteurs, à proximité de la basilique de Fourvière. Plusieurs dizaines d'invités sont présents. L'ambiance est festive, et fait suite à plusieurs mois de confinement, en raison de la pandémie de Covid-19.

#### Entourage des suspects
Youcef Tebbal, Mohamed Yelloule et Ryan Belgacem arrivent alors à hauteur du même parc. Ils sont cousins, et reviennent de Saint-Priest, banlieue proche de Lyon, où ils assistaient à un mariage. Les accusés prévoient en effet de rencontrer, au niveau du Parc, quatre filles avec qui ils avaient communiqué par la messagerie Snapchat. Cependant, les demoiselles tout juste arrivées ne plaisent pas aux garçons qui les attendent : dans un premier temps, personne ne descend de son véhicule.

## Chronologie du drame
Peu avant le drame, trois véhicules sont à proximité directe du Parc : une Twingo (appartenant aux filles du rendez-vous), une Golf (appartenant aux suspects) et une Mercedes, du même groupe.

### Premier conflit
En premier lieu, l'étincelle déclenchant le conflit vient du véhicule des « filles » : vers 3 heures du matin, la Twingo dans laquelle elles sont, repart du parc, tous feux éteints. Ce même véhicule percute alors une chienne, du groupe d'invités d'Axelle Dorier.

### Échauffourées
Remontés contre les deux véhicules accompagnant la Twingo (partie) ayant blessé l'animal, l'entourage de la famille Dorier, remonté, commence alors à encercler les deux véhicules restants, la Mercedes et la Golf. L'altercation dure de longues minutes.

### Drame
Axelle, qui venait d'appeler les secours par rapport à la chienne renversée, se place alors devant la Golf de Youcef Tebbal, dans l'objectif de les empêcher de partir, le temps que la police arrive. Pris dans la panique, le conducteur, voulant quitter l'endroit, démarre alors son véhicule (la Golf), et percute la victime une première fois. Axelle tombe, puis essaie de se relever. La victime est coincée à l'avant, sous le capot. En essayant de poursuivre sa conduite, le conducteur traîne la jeune femme sur 807,90 mètres, sous le châssis du véhicule. La voiture disparaissant de la zone du drame, les proches, et frères, de la victime, suivent à la trace le véhicule en fuite, en remontant les traces de sang laissées sur son passage. Ils retrouvent là Axelle, morte, dans le caniveau.

## Enquête

### Situation du conducteur
Le Parisien précise : « Il conduisait un véhicule de location – fourni par un de ses proches – sans permis de conduire valide, après avoir perdu l’ensemble de ses points à deux reprises, suite à de nombreuses infractions, et après avoir cumulé pour 5 000 euros d’amendes impayées ! »

### Situation de la victime
Trainée sur 807,90 mètres, dans des hurlements de douleur, Axelle était "certainement consciente" jusqu'à sa mort, selon le médecin légiste. Axelle est décédée entre 3h00 et 4h00 du matin, le 19 juillet 2020, des conséquences de l'accident. Elle est d'abord retrouvée par ses proches, qui alertent les secours. Ce sont ses frères qui informent leur mère du décès.

## Jugement
Youcef Tebbal, le conducteur du véhicule ayant entraîné la mort d'Axelle Dorier, est condamné à la peine de douze ans de réclusion criminelle. Le procureur avait requis seize ans à son encontre. Son passager est condamné à cinq ans, dont deux fermes, pour non-assistance à personne en danger. Les deux condamnés ne font pas appel.